# M1879 Reichsrevolver
M1879 Reichsrevolver hay Reichsrevolver Modell M79 là loại súng lục được sử dụng bởi lực lượng quân đội đế chế Đức từ năm 1879 đến năm 1908 khi nó bị thay thế bởi khẩu Luger P08.
Có hai mẫu của loại súng này nhưng chúng chỉ khác nhau ở độ dài nòng. Cho dù cũ kỹ nhưng loại súng này lại cực kỳ bền và mạnh nên vẫn được thấy sử dụng trong cả hai cuộc chiến tranh thế giới sau đó.

## Lịch sử
Trước khi loại súng này được ra mắt thì quân đội của đế chế Đức trang bị nhiều loại vũ khí lỗi thời với nhiều thông số khác nhau. Đến những năm 70 của thế kỷ 19 thì một kế hoạch hiện đại hóa và thống nhất thông số của các loại vũ khí đã được thực hiện. Kế quả là loại súng này được chế tạo.
Loại súng này có cơ chế hoạt động đơn sử dụng loại đạn 10,6 mm sản xuất nội địa, loại đạn này có thể so sánh với loại đạn .44 Russian về kích thước và hỏa lực. Với việc nạp đạn và lấy vỏ đạn rỗng ra thì kéo búa điểm hỏa ra phía sau nó sẽ tách pitton giữ cố định ổ đạn ra và người sử dụng sẽ bẻ nòng và ổ đạn lên trên sau đó rút ổ đạn cũ ra thay ổ đạn mới vào hoặc cố gắng lấy vỏ đạn ra bằng tay.